# USS Thomas Hudner
L'USS Thomas Hudner (DDG-116) est un destroyer de la classe Arleigh Burke en service dans l'US Navy. Un contrat de construction de 663 millions de dollars lui est attribué le 28 février 2012 au chantier naval Bath Iron Works de Bath, dans le Maine,. Le 7 mai 2012, le secrétaire à la Marine Ray Mabus annonce que le navire sera nommé Thomas Hudner en l'honneur de l'aviateur naval américain Thomas J. Hudner, Jr., récipiendaire de la Medal of Honor pour avoir tenté, au péril de sa vie, de sauver son ailier, l'enseigne Jesse L. Brown, pendant la bataille du réservoir de Chosin lors de la guerre de Corée.

## Construction et conception
Le Thomas Hudner est le 66e navire de sa classe construit, dont le premier, l'USS Arleigh Burke, est mis en service en juillet 1991. En tant que navire de la classe Arleigh Burke, les rôles du Thomas Hudner comprennent la lutte anti-aérienne, la lutte anti-sous-marine et anti-surface, ainsi que les opérations de frappe de missiles. Au cours de sa longue production, la classe est construite en trois volets : le Flight I (DDG-51 à DDG-71), le Flight II (DDG-72 à DDG-78) et le Flight IIA (DDG-79 à DDG-127). Le Thomas Hudner doit être un navire « d'insertion technologique » avec des éléments de la prochaine génération de destroyers de classe Arleigh Burke, appelé Flight III, cette sous-classe démarre sous le numéro de fanion DDG-125.
En 2008, l'US Navy décide de relancer la production de la classe Arleigh Burke alors que les commandes de la classe Zumwalt sont réduites de trente-deux à trois exemplaires,. Les trois premiers navires (DDG-113 à DDG-115) commandés à la suite de la décision sur le produit sont connus sous le nom de navires de « redémarrage », tandis que les navires « d'insertion technologique » (DDG-116 à DDG-123) doivent incorporer certains éléments de la classe Arleigh Burke.
Sa quille est posée le 16 novembre 2015,. Son baptême a lieu le 1er avril 2017, et le navire est lancé trois semaines plus tard, le 23 avril. Il achève ses essais en mer le 3 mai 2018 et le 15 juin 2018, la marine accorde la livraison du Thomas Hudner du constructeur naval General Dynamics Bath Iron Works. Le Thomas Hudner est mis en service le 1er décembre 2018, à Boston, dans le Massachusetts.

## Historique
Depuis 2018, son port d'attache est la base navale de Mayport, en Floride.
De juillet à août 2020, le Thomas Hudner participe à l'opération Nanook aux côtés de navires des marines canadienne, française et danoise.
Le 20 février 2021, il entreprend son premier déploiement, parcourant plus de 83 000 km avant de regagner son port d'attache le 17 juillet 2021. Au cours de son déploiement, il effectue des transits vers la mer Noire, opère en mer Méditerranée avec le porte-avions français Charles de Gaulle et son groupement tactique, et participe également à l'exercice annuel BALTOPS avec les alliés de l'OTAN.
En septembre 2021, le Thomas Hudner et son navire-jumeau Forrest Sherman participent à l'opération Cutlass Fury avec les marines canadienne et française. Plus tard ce mois-là, il devient membre du nouveau « Task Group Greyhound ».
En novembre 2022, le Thomas Hudner et l'Álvaro de Bazán, une frégate de défense aérienne espagnole, rejoignent un nouveau groupe opérationnel comprenant un porte-avions géant dans le cadre d'un groupe aéronaval de l'OTAN opérant dans l'océan Atlantique avec plusieurs autres pays. Les navires atteignent Portsmouth, en Angleterre, le 14 novembre 2022.
Le 8 octobre 2023, au lendemain de l'attaque du Hamas contre Israël, le secrétaire américain à la Défense, Lloyd Austin, dirige le groupe aéronaval du Gerald R. Ford vers la Méditerranée orientale en réponse à l'attaque. Outre le porte-avions, le groupe comprend également le croiseur Normandy et les destroyers Ramage, Carney, Roosevelt et Thomas Hudner.
Le 15 novembre 2023, le Thomas Hudner abat un drone lancé depuis le Yémen.
Le 23 novembre 2023, le Thomas Hudner abat plusieurs drones d'attaque lancés depuis le Yémen dans le contexte de l'implication des Houthis dans la guerre à Gaza depuis 2023.
Le Thomas Hudner revient à la base navale de Mayport le 4 janvier 2024 après un déploiement de huit mois et 60 000 milles marins parcourus.

## Décorations
- Navy Unit Commendation - (2021 (IKE CSG))
- CNO Afloat Safety Award (LANTFLT)- (2020)
- Captain Edward F. Ney Memorial Award (en) - (2023)